# Herman IV Hoen

Familiewapen Van Hoensbroeck

Herman IV Hoen ook Herman IV van Hoensbroeck genaamd, (ca. 1465 - 1543) was een zoon van Nicolaas IV van Hoensbroeck en Joanna van Corswarem.
Herman was een ridder uit het invloedrijke geslacht Van Hoensbroeck. Hij was "eerste kanunnik" (proost?) van Luik en Maastricht en van 1516 tot 1543 de zesde heer van Hoensbroek.
Herman was tweemaal getrouwd. Omstreeks 1500 huwde hij Mechtild van Cortenbach (ca. 1480-?), dochter van Nicolaas van Cortenbach en Oda van Horion. Het huwelijk hield echter geen stand en het echtpaar Hoen-van Cortenbach scheidde rond 1508. Zij hertrouwde ca. 1510 met Johan Werner (Jan) Huyn heer van Holtmuhlen en Amstenrade (1476-1556) met wie zij 10 kinderen verkreeg.
Herman hertrouwde met Maria van Dave (ook wel Davre), vrouwe van Linsmeel, dochter van Godfried heer van Dave en Catharina van Wideux. Uit dit huwelijk werd geboren:
- Wolter I Hoen (ca. 1515-1576), in 1543 7e heer van Hoensbroeck
- Nicolaas VI Hoen (ca. 1518-1567), commandeur van de Duitse Orde
- Catharina Hoen (Moniale) (ca. 1521-?)
- Willem Hoen (ca. 1523-?)
- Maria Hoen (ca. 1525-?), abdis van het Sint-Gertrudisklooster te Nijvel
- Godart Hoen (ca. 1527-?), 8e heer van Hoensbroeck 1543-1584
- Herman VI Hoen (ca. 1527-?), monnik in de Abdij Kornelimünster
- Isabelle Hoen (ca. 1528-?) non te Millen
- Aleid Hoen (ca. 1529-?), abdis van Millen
- Arnold Hoen (ca. 1531-?), ridder 1569 en kanunnik, proost en deken te Luik
- Anna Hoen (ca. 1535-?), non in de Abdij Rolduc te Kerkrade